# Marc Staal
Marc Staal (né le 13 janvier 1987 à Thunder Bay en Ontario au Canada) est un joueur professionnel canadien de hockey sur glace. Il est issu d'une famille de joueurs de hockey sur glace et est le deuxième des quatre garçons de la famille qui jouent tous au hockey sur glace.

## Biographie

### Son enfance et ses années juniors
Marc Staal est le deuxième enfant d'une famille de quatre enfants. Il est né en 1987, trois ans après Eric, l'aîné de la famille alors que Jordan naît en 1988 et Jared en 1990. La famille vit en Ontario, à Thunder Bay où le père, Henry, leur construit une patinoire. Les Staals jouent alors deux contre deux : l'aîné et le benjamin ensemble contre les deux autres.
Marc Staal débute dans la Ligue de hockey de l'Ontario en 2003 en jouant avec les Wolves de Sudbury. À l'issue de cette première saison dans le championnat junior, il est élu dans l'équipe d'étoiles des joueurs recrue, Il participe avec l'équipe LHO au Défi ADT Canada-Russie en 2004, 2005 et 2006. En 2006-2007, il reçoit le trophée Max-Kaminsky du meilleur défenseur de la LHO. Il est également élu dans la première équipe type de la saison.

### Les années professionnelles
Il est repêché par les Rangers de New York en 2005, 12e au total, lors du repêchage d'entrée de la Ligue nationale de hockey.
Il joue avec les Rangers de New York dans la LNH à compter de 2007. Le 15 septembre 2010, il signe un nouveau contrat avec les mêmes Rangers pour une durée de 5 ans d'une valeur de 3,975 millions par année.
Le 26 septembre 2020, il est échangé aux Red Wings de Détroit avec un choix de 2e tour au repêchage de 2021 en retour de considérations futures.
Le 3 juillet 2023, les Flyers s'entendent avec le vétéran de 36 ans sur un contrat d'une saison à 1,1 million $.
Le 5 septembre 2024, Marc Staal annonce sa retraite.

### Carrière internationale
Il représente l'équipe du Canada au niveau international. Marc Staal a été élu l'un des défenseurs par excellence du tournoi de hockey junior 2005 qui a eu lieu à Vancouver en Colombie-Britannique. Lors de ce tournoi, le Canada a remporté la médaille d'or pour une deuxième année consécutive.
Il est encore une fois membre de l'équipe du Canada au championnat du monde junior 2007. Marc Staal a aidé le Canada à remporter un 3e championnat d'affilée lors de la partie finale du 5 janvier 2007 contre l'équipe russe.

## Statistiques
Pour les significations des abréviations, voir Statistiques du hockey sur glace.

### Statistiques en club
| Saison     | Équipe                 | Ligue      |       | Saison régulière | Saison régulière | Saison régulière | Saison régulière | Saison régulière |   | Séries éliminatoires | Séries éliminatoires | Séries éliminatoires | Séries éliminatoires | Séries éliminatoires |
| Saison     | Équipe                 | Ligue      | PJ    | B                | A                | Pts              | Pun              | PJ               | B | A                    | Pts                  | Pun                  |                      |                      |
| 2003-2004  | Wolves de Sudbury      | LHO        | 61    | 1                | 13               | 14               | 34               | 7                | 1 | 2                    | 3                    | 2                    |                      |                      |
| 2004-2005  | Wolves de Sudbury      | LHO        | 65    | 6                | 20               | 26               | 53               | 12               | 0 | 4                    | 4                    | 15                   |                      |                      |
| 2005-2006  | Wolves de Sudbury      | LHO        | 57    | 11               | 38               | 49               | 60               | 10               | 0 | 8                    | 8                    | 8                    |                      |                      |
| 2005-2006  | Wolf Pack de Hartford  | LAH        | -     | -                | -                | -                | -                | 12               | 0 | 2                    | 2                    | 8                    |                      |                      |
| 2006-2007  | Wolves de Sudbury      | LHO        | 53    | 5                | 29               | 34               | 68               | 21               | 5 | 15                   | 20                   | 22                   |                      |                      |
| 2007-2008  | Rangers de New York    | LNH        | 80    | 2                | 8                | 10               | 42               | 10               | 1 | 2                    | 3                    | 8                    |                      |                      |
| 2008-2009  | Rangers de New York    | LNH        | 82    | 3                | 12               | 15               | 64               | 7                | 1 | 0                    | 1                    | 0                    |                      |                      |
| 2009-2010  | Rangers de New York    | LNH        | 82    | 8                | 19               | 27               | 44               | -                | - | -                    | -                    | -                    |                      |                      |
| 2010-2011  | Rangers de New York    | LNH        | 77    | 7                | 22               | 29               | 50               | 5                | 0 | 1                    | 1                    | 0                    |                      |                      |
| 2011-2012  | Rangers de New York    | LNH        | 46    | 2                | 3                | 5                | 16               | 20               | 3 | 3                    | 6                    | 12                   |                      |                      |
| 2012-2013  | Rangers de New York    | LNH        | 21    | 2                | 9                | 11               | 14               | 1                | 0 | 0                    | 0                    | 0                    |                      |                      |
| 2013-2014  | Rangers de New York    | LNH        | 72    | 3                | 11               | 14               | 24               | 25               | 1 | 4                    | 5                    | 6                    |                      |                      |
| 2014-2015  | Rangers de New York    | LNH        | 80    | 5                | 15               | 20               | 42               | 19               | 0 | 1                    | 1                    | 10                   |                      |                      |
| 2015-2016  | Rangers de New York    | LNH        | 77    | 2                | 13               | 15               | 36               | 5                | 0 | 2                    | 2                    | 4                    |                      |                      |
| 2016-2017  | Rangers de New York    | LNH        | 72    | 3                | 7                | 10               | 34               | 12               | 0 | 0                    | 0                    | 2                    |                      |                      |
| 2017-2018  | Rangers de New York    | LNH        | 72    | 1                | 7                | 8                | 18               | -                | - | -                    | -                    | -                    |                      |                      |
| 2018-2019  | Rangers de New York    | LNH        | 79    | 3                | 10               | 13               | 32               | -                | - | -                    | -                    | -                    |                      |                      |
| 2019-2020  | Rangers de New York    | LNH        | 52    | 2                | 9                | 11               | 16               | 3                | 1 | 0                    | 1                    | 0                    |                      |                      |
| 2020-2021  | Red Wings de Détroit   | LNH        | 56    | 3                | 7                | 10               | 20               | -                | - | -                    | -                    | -                    |                      |                      |
| 2021-2022  | Red Wings de Détroit   | LNH        | 71    | 3                | 13               | 16               | 28               | -                | - | -                    | -                    | -                    |                      |                      |
| 2022-2023  | Panthers de la Floride | LNH        | 82    | 3                | 13               | 15               | 43               | 21               | 0 | 0                    | 0                    | 10                   |                      |                      |
| 2023-2024  | Flyers de Philadelphie | LNH        | 35    | 1                | 4                | 5                | 14               | -                | - | -                    | -                    | -                    |                      |                      |
| Totaux LNH | Totaux LNH             | Totaux LNH | 1 136 | 53               | 181              | 234              | 537              | 128              | 7 | 13                   | 20                   | 52                   |                      |                      |

### Statistiques en équipe nationale
| Année | Équipe        | Compétition                 |   | PJ | B | A | Pts | Pun           |  | Résultat |
| 2006  | Canada junior | Championnat du monde junior | 6 | 0  | 1 | 1 | 4   | Médaille d'or |  |          |
| 2007  | Canada junior | Championnat du monde junior | 6 | 0  | 0 | 0 | 4   | Médaille d'or |  |          |
| 2010  | Canada        | Championnat du monde        | 7 | 0  | 1 | 1 | 2   | 7e place      |  |          |

## Trophées et honneurs personnels

### Ligue de hockey de l'Ontario
- 2003-2004 : sélectionné dans l'équipe d'étoiles des recrues de la LHO
- 2005-2006 : sélectionné dans la première équipe d'étoiles de la LHO
- 2006-2007 :
  - sélectionné dans la première équipe d'étoiles de la LHO
  - remporte le trophée Max-Kaminsky (meilleur défenseur de la LHO)